# Граэл, Мартине
Мартине Соффьятти Граэл (порт. Martine Soffiatti Grael; род. 12 февраля 1991 года, Нитерой, Рио-де-Жанейро, Бразилия) — бразильская яхтсменка, выступающая в классе 49-й FX. Двукратная олимпийская чемпионка 2016 и 2020 годов (вместе с Каэной Кунзи), чемпионка мира 2014 года, двукратная победительница Панамериканских игр.

## Карьера

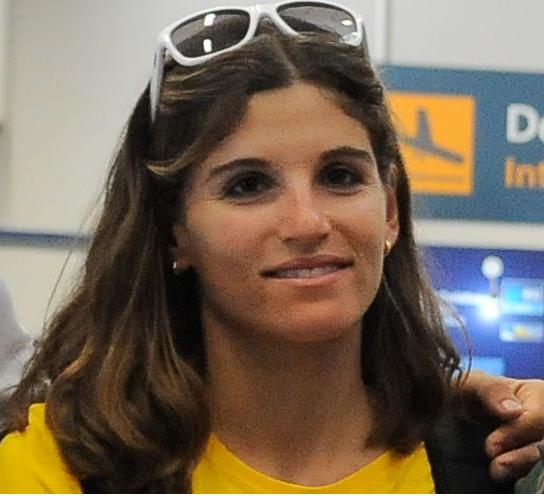
2015 год

Мартине родилась в спортивной семье, её отец Торбен Граэл — двукратный олимпийский чемпион в классе «Звёздный», дядя Ларс Граэл — двукратный бронзовый призёр Олимпийских игр, брат Марко Граэл — участник Олимпийских игр 2016, 2020 и 2024 годов. Также Мартине — внучатая племянница бразильских яхтсменов Акселя и Эрика Пребен-Шмидтов, которые выступали на Олимпийских играх 1968 и 1972 годов.
Мартине и Каэна Кунзи начали соревноваться друг против друга когда им было 13 лет, несмотря на это, поддерживая дружеские отношения за пределами состязаний. В 2004 и 2006 годах становилась чемпионкой в классе «Оптимист», применяемый для обучения детей основам парусного спорта. В 2009 году, Мартине и Каэна, которые теперь плавали вместе стали чемпионами мира среди юниоров в классе «420». Вскоре, став чемпионкой среди юниоров, Мартине решила сформировала дуэт с Изабель Сван, бронзовым призёром Олимпийских игр 2008 года в классе «470», начав подготовку к Олимпийским играм 2012 года в Лондоне. Пара проиграла отбор на игры бывшей напарнице Сван, бронзовому призёру игр Фернанде Оливейра и Ане Барбачан.
В 2014 году, вместе с Каэной, стали чемпионкой мира в классе 49-й FX. В 2015 году на Панамериканских играх стали вторыми, поэтому, на Олимпийские игры 2016 года поехали в ранге одних из фаворитов. На Олимпийских играх, дуэт повторил успех чемпионата мира, опередив представителей Новой Зеландии, занявших второе место, всего на три балла.

### Достижения
| Год  | Место | Класс   | Соревнование                            |
| ---- | ----- | ------- | --------------------------------------- |
| 2008 | 4     | 420     | Чемпионат мира в классе 420             |
| 2009 | 4     | 420     | Чемпионат мира в классе 420             |
| 2009 | 1     | 420     | Чемпионат мира среди юниоров 2009       |
| 2010 | 7     | 470     | Чемпионат мира в классе 470             |
| 2011 | 8     | 470     | Чемпионат мира по парусному спорту 2011 |
| 2012 | 8     | 470     | Чемпионат мира в классе 470             |
| 2013 | 2     | 49-й FX | Чемпионат мира в классе 49-й FX         |
| 2014 | 1     | 49-й FX | Чемпионат мира по парусному спорту 2014 |
| 2015 | 2     | 49-й FX | Чемпионат мира в классе 49-й FX         |
| 2016 | 6     | 49-й FX | Чемпионат мира в классе 49-й FX         |
| 2016 | 1     | 49-й FX | Летние Олимпийские игры 2016            |
| 2017 | 2     | 49-й FX | Чемпионат мира в классе 49-й FX         |

## Личная жизнь
Обучается по направлению экологическая инженерия в Федеральном университете Флуминенсе и владеет итальянским, английским и испанским языками.